# Великое Журово
Великое Журово или Большое Журово (бел. Вялікае Журава) — деревня в Кировском сельсовете Слуцкого района Минской области Беларуси.

## География

### Расположение
В 2 километрах на юг от Слуцка, в 104 километрах от Минска. Деревня находится на левом берегу реки Локнея в 1,5 км от её устья. На западной окраине деревни проходят железная дорога Слуцк — Солигорск и автомобильная дорога Р23 Минск — Слуцк — Микашевичи.

## История
Известна с 1870 года как деревня и имение в составе Слуцкой волости Слуцкого уезда Минской губернии. В начале XX века существовали деревни Журово-1 (26 дворов, 180 жителей), Журово-2 (8 дворов, 47 жителей) и Журово-3 (8 дворов, 65 жителей), которые с течением времени объединились. С февраля по декабрь 1918 года находилась под контролем сначала польского корпуса Довбор-Мусницкого, затем войск кайзеровской Германии. С августа 1919 по июль 1920 года и с октября по ноябрь 1920 года оккупирована польскими войсками. С 17 июля 1924 года — деревня в составе Слуцкого района Слуцкого округа (до 9 июня 1927 года), в составе Бобруйского округа (до 26 июля 1930 года), снова в составе Слуцкого округа (с 21 июня 1935 года). С 20 февраля 1938 года — в Минской области. В начале 1930-х годов существовал колхоз. В конце июня 1941 года оккупирована немецко-фашистскими захватчиками. Освобождена 30 июня 1944 года. С 20 сентября 1944 года — в Бобруйской области, с 8 января 1954 года — в Минской. Входила в состав Лучниковского сельсовета, с 16 июля 1954 года — в Кировском. В 2003 году — на территории ОАО «Слуцкая Нива».

## Инфраструктура
По состоянию на 1986 год в деревне расположены животноводческая ферма, начальная школа, клуб. По состоянию на 2013 год действуют дом социальных услуг, магазин.

## Население

### Численность
- 2019 год — 101 житель.

### Динамика
- 1897 год — 34 двора, 295 жителей.
- 1926 год — 34 двора, 167 жителей.
- 1959 год — 189 жителей.
- 1970 год — 266 жителей.
- 1986 год — 82 хозяйства, 202 жителя.
- 1998 год — 80 дворов, 153 жителя.
- 2012 год — 78 дворов, 96 жителей.